# Neuron (revue)
Pour les articles homonymes, voir Neuron.
Neuron est une revue scientifique à comité de lecture, spécialisée dans le domaine des neurosciences, de la biologie cellulaire, de la biologie moléculaire, de la génétique, et de la physiologie. Elle est publiée bimensuellement depuis 1988 en anglais par le groupe du journal Cell.
D'après le Journal Citation Reports, le facteur d'impact de ce journal était de 14.403 en 2019. Actuellement, la rédactrice en chef est Mariela Zirlinger.